# Helicia retevenia
Helicia retevenia är en tvåhjärtbladig växtart som beskrevs av Herman Otto Sleumer. Helicia retevenia ingår i släktet Helicia och familjen Proteaceae. Inga underarter finns listade i Catalogue of Life.